# Roberto Thomé
Roberto Augusto Thomé (Porto Alegre , 6 de maio de 1955) é um jornalista brasileiro. Trabalhou na RBS TV de Porto Alegre, Rádio Farroupilha, mas sobretudo na Rede Globo e na RecordTV.

## Biografia
Nascido em Porto Alegre, Roberto Thomé é casado com a esposa Genir e pai de dois filhos, Rafael e Gabriel. É filho do professor Gastão Francisco Thomé (já falecido) e Lorena dos Santos.
Começou a carreira em 1977, na Rádio Farroupilha, de Porto Alegre, como redator. Depois, foi repórter policial do Jornal de Notícias. Integrou também o Coojornal, uma publicação mantida por uma cooperativa de jornalistas. Um ano depois, em 1978, deixou a capital gaúcha e trabalhou em jornais do interior gaúcho, casos do Jornal da Manhã (Ijuí) e O Interior (Carazinho), este especializado em agricultura.
Em 1979, voltou à Porto Alegre, pra estrear em televisão pela RBS TV Porto Alegre, afiliada da TV Globo. Após 5 anos, em 1984, passou pra equipe da TV Globo São Paulo. Em 17 anos de emissora, cobriu 4 Jogos Olímpicos e 3 Copas do Mundo, além de provas da São Silvestre, edições do Grande Prêmio do Brasil de Fórmula 1 e sobretudo, jogos dos times paulistas. Em 2000, um ano antes de sair da Globo, teve rápida passagem pelo jornalismo da emissora.
Em 2001, assinou contrato com a Rede Gospel, onde tornou-se âncora do programa esportivo Esporte & Cia, junto de Luiz Andreoli. No ano seguinte, transferiu-se para a Rede Record, contratado que foi pela Traffic, gestora do esporte da casa na época. Na emissora, cobriu jogos dos times paulistas e participou das coberturas esportivas da emissora, como as Olímpiadas de 2012 e 2016 e 4 edições de Jogos Pan-Americanos. Fez reportagens pra vários telejornais, como Jornal da Record, Fala Brasil e vários programas esportivos, como Esporte Record, Terceiro Tempo e Esporte Fantástico.
Em 17 de julho, após mais de 20 anos, ele deixou a RecordTV.